# Puchar Ligi Duńskiej w piłce nożnej
Puchar Ligi Duńskiej w piłce nożnej (duń. Liga Cuppen) – cykliczne piłkarskie rozgrywki pucharowe w Danii, organizowane z przerwą w latach 1996–2006 na podobieństwo Pucharu Danii, w których mogą uczestniczyć wyłącznie duńskie drużyny klubów Superligaen. Organizatorem zmagań był Duński Związek Piłki Nożnej.

## Historia
Turniej istniał w różnych formatach, z dokładną nazwą ligi i sponsora. Na przykład, w 1984 roku Puchar Duńskiej Ligi nazywał się Carlsberg Grand Prix, który zdobył Brøndby IF. W 1996 roku zorganizowano pierwszy oficjalny turniej Spar Cup, który zdobył FC København. Dopiero w 2005 turniej został reaktywowany jako Tele2 LigaCup. 
W sezonie 2005 trofeum zdobył Brøndby IF, który pokonał 2:1 FC Midtjylland oraz zremisował 1:1 z FC København. Drugie miejsce zajął FC Midtjylland, który wygrał 3:1 z FC København.
W sezonie 2006 trofeum ponownie zdobył Brøndby IF, który pokonał 1:0 FC København oraz zremisował 1:1 z Viborg FF. Drugie miejsce zajął FC København, który wygrał 2:1 z Viborg FF.

## Format
W turnieju występowały 3 najlepsze kluby z pierwszej ligi. Rozgrywany był na jednym stadionie w jednym dniu. Prowadzono jeden mecz trwający 45 min. W przypadku remisu po upływie regulaminowego czasu gry przeprowadzana była seria rzutów karnych. We wszystkich meczach zwycięzca wyznaczał się systemem ligowym. Zwycięzca Pucharu Ligi nie otrzymywał prawo do gry w Lidze Europy UEFA.

## Zwycięzcy i finaliści
| Sezon                       | K | K | T | Zwycięzca    | Wynik | Finalista | Data, miejsce                        | Br. | Król strzelców | Uwagi    |
| Puchar Spar (duń. Spar Cup) |   |   |   |              |       |           |                                      |     |                |          |
| 1996                        |   |   | 1 | FC København | 4:0   | Odense BK | 03.05.1996, Parken, Kopenhaga, 4.284 |     |                | ? klubów |

| Sezon                                  | K | K | T | Mistrz     | Wicemistrz     | III miejsce  | Br. | Król strzelców | Uwagi                                         |
| Tele2 Puchar Ligi (duń. Tele2 LigaCup) |   |   |   |            |                |              |     |                |                                               |
| 2005                                   |   |   | 1 | Brøndby IF | FC Midtjylland | FC København |     |                | 3 kluby, 13.07.2005, Brøndby Stadion, Brøndby |
| 2006                                   |   |   | 2 | Brøndby IF | FC København   | Viborg FF    |     |                | 3 kluby, 16.07.2006, Farum Park, Farum        |

Uwagi:

- wytłuszczono i kursywą oznaczone zespoły, które w tym samym roku wywalczyły mistrzostwo i Puchar kraju (dublet),
- wytłuszczono zespoły, które zdobyły mistrzostwo kraju,
- kursywą oznaczone zespoły, które zdobyły Puchar kraju.

## Statystyka

### Klasyfikacja według klubów
W dotychczasowej historii finałów o Puchar Ligi Duńskiej na podium oficjalnie stawało w sumie 2 drużyny. Liderem klasyfikacji jest Brøndby IF, który zdobył trofeum 2 razy.
Stan na 10.04.2023 
| Lp. | Klub           | Zdobywca | Finalista  | Zwycięskie sezony | Przegrane finały |   |   |            |  |
| --- | -------------- | -------- | ---------- | ----------------- | ---------------- | - | - | ---------- |  |
| Lp. | Klub           | 1.       | Brøndby IF | Zwycięskie sezony | Przegrane finały | 2 | 0 | 2005, 2006 |  |
| 2.  | FC København   | 1        | 1          | 1996              | 2006             |   |   |            |  |
| 3.  | FC Midtjylland | 0        | 1          |                   | 2005             |   |   |            |  |
| 3.  | Odense BK      | 0        | 1          |                   | 1996             |   |   |            |  |

### Klasyfikacja według miast
Stan na 10.04.2023 
| Miasto    | Liczba tytułów | Kluby                            |
| --------- | -------------- | -------------------------------- |
| Kopenhaga | 3              | Brøndby IF (2), FC København (1) |